# داناس بوزنياكاس
داناس بوزنياكاس (19 أكتوبر 1939 – 4 فبراير 2005) هو ملاكم من الاتحاد السوفيتي راحل، مثّل بلاده في الألعاب الأولمبية الصيفية 1968.

## روابط خارجية
داناس بوزنياكاس على موقع بوكس ريك (الإنجليزية) (registration required)
- داناس بوزنياكاس على موقع اللجنة الأولمبية الدولية (الإنجليزية)
- داناس بوزنياكاس على موقع أوليمبيديا (الإنجليزية)